# Cerro Ardilla
Cerro Ardilla är en ort i Mexiko.   Den ligger i kommunen Iliatenco och delstaten Guerrero, i den sydöstra delen av landet, 270 km söder om huvudstaden Mexico City. Cerro Ardilla ligger 1 251 meter över havet och antalet invånare är 179.
Terrängen runt Cerro Ardilla är kuperad åt sydost, men åt nordväst är den bergig. Runt Cerro Ardilla är det ganska glesbefolkat, med 45 invånare per kvadratkilometer. Närmaste större samhälle är Iliatenco, 1,3 km öster om Cerro Ardilla. I omgivningarna runt Cerro Ardilla växer huvudsakligen savannskog.